# 2次過程
実数値の確率過程{\displaystyle X(t)}の2次モーメントが次にのように有限ならば、{\displaystyle X(t)}を2次過程（にじかてい）という。
{\displaystyle \langle X(t)^{2}\rangle <\infty ,-\infty <t<\infty }
これが成り立てば、シュワルツの不等式を用いると平均値関数{\displaystyle M(t)}、相関関数{\displaystyle R(t_{1},t_{2})}は共に有界であることがわかる。
{\displaystyle |M(t)|<\infty }
{\displaystyle |R(t_{1},t_{2})|<\infty }
2次過程の理論は、これらの関数に基づいて平均収束の枠内で解析を行う線形理論が中心であり、最も基本的で応用の広いものである。